# Герб Померанії
Герб Померанії (також відомий як померанський грифон,нім. Pommersche Greif; пол. gryf pomorski; каш. pòmòrsczi grif) — символ Померанії, історичної області на південному березі Балтійського моря в Центральній Європі, поділеної між Польщею та Німеччиною. На ньому зображено червоного грифона з жовтим (золотим) дзьобом і кігтями, поміщеного в білий (срібний) щит. Походить з кінця ХІІ століття.

## Історія

### Поморські герцогства

Герб із зображенням геральдичної лілії, який використовувався як символ дому Гріфонів у ХІІ столітті та дому Сабіславичів у ХІІ і ХІІІ століттях.

У ХІ столітті рід Гріфінів, який правив Померанським герцогством, і володіннями Померанія-Штеттін і Померанія-Деммін, а також рід Самборідів, який правив герцогством Східна Померанія, використовували як свій символ геральдичну лілію.
Найстаріша згадка про використання грифона як геральдичного символу в Західній Померанії походить з документа, який можна датувати між 1191 і 1194 роками. Це була грамота про пожертву великопольської княгині Анастасії та її синів Богислава ІІ і Казимира ІІ, правителів Поморського герцогства, костелу в Будзістово. Оригінал документа не зберігся, однак копія 1384 року містить опис прикріплених печаток. Він містить кінну печатку, на якій зображений вершник, який сидить на коні, що стрибає, обличчям праворуч і тримає прапор і щит. На щиті був присутній грифон. Старіша відома печатка князя Богуслава I не містить грифона. До 1219 року грифон також був присутній на печатках членів дому Мекленбургів, який керував сусіднім володінням Мекленбург.
Відтоді грифон став символом герцогів роду Грифичів, який правив Померанським герцогством. До кінця XIV століття червоний грифон на білому щиті використовувався для представлення всього регіону Померанії під правлінням династії Грифичів. Принаймні з часів правління князя Свантібора I, яке тривало з 1372 по 1413 рік, Померанія-Штеттін використовувала червоного грифона з жовтим (золотим) дзьобом і кігтями. У 1410 році під час Грюнвальдської битви війська Померанії-Штеттіна на чолі з князем Казимиром V вивішують білий прапор із червоним грифоном. З 1325 року Герцогство Померанія-Волоґаста використовувало як символ чорного грифона в золотому щиті. Використовувався також варіант із червоним грифоном у золотому щиті. На гербі Померанії-Старгарда був зображений золотий грифон у блакитному щиті.
У той час як династія Грифонів, починаючи з ХІІІ століття, використовувала грифона як свій символ, династія Самборидів до кінця століття продовжувала використовувати геральдичну лілію як свій символ. У 1251 році самборицький князь Самбор II, правитель Любишевського князівства, на своїх печатках теж почав використовувати грифона. Він був узятий із символів, використовуваних домом Мекленбургів, з якого походила його дружина Матильда. З 1270-х до 1294 року князь Самборида Мстивой II, правитель герцогства Східної Померанії, почав використовувати герб із зображенням лева та орла, намагаючись зміцнити політичні зв'язки з князівством Великої Польщі, яке використовувало зазначені символи.
Оскільки герцоги династії Гріффінів правили в спільній власності, вони тримають свої титули разом. До кінця XIV століття вони почали використовувати титул «герцог Штеттіна, Померанії, Вендів (або Слов'ян) і Кашубії». Титули були представлені чотирма гербами, які використовували князі. Спочатку вони були представлені окремо, наприклад, на печатці герцога Оттона I, проте пізніше їх почали об'єднувати в єдиний символ. Тоді не було уточнено, яких саме територій стосується поле.

Герб герцогів Вендських і герцогів слов'ян дому Гріффінів, використовувався з XIV по XVІ століття

Титули герцог вендів і герцог слов'ян використовувалися князями по черзі. Герцог Вендський, швидше за все, посилався на територію між річками Толленсе та Піне, яка спочатку була заселена племенем лютичів і завойована Померанією в ХІІ столітті, й іноді також згадується як герцогство або панство Гросвін. Існує теорія, що титул князя слов'ян спочатку стосувався регіону Кашубії. До XVІ століття обидва титули були представлені червоним грифоном у зелених смугах, розміщених на білому тлі. Гельдернський гербовник, гербовник, який датується виготовленням до 1396 року, включає герб Гросвіна, який зображував червоного грифона із зеленими смугами, розміщеного в жовтому (золотому) щиті. Титул герцога Кашубії використовувався з ХІІІ століття. Регіон Кашубія зараз визначається як розташований у Померелії, на території нинішнього Поморського воєводства, Польща, однак залишається невідомим, яку саме територію він мав на увазі в той час.

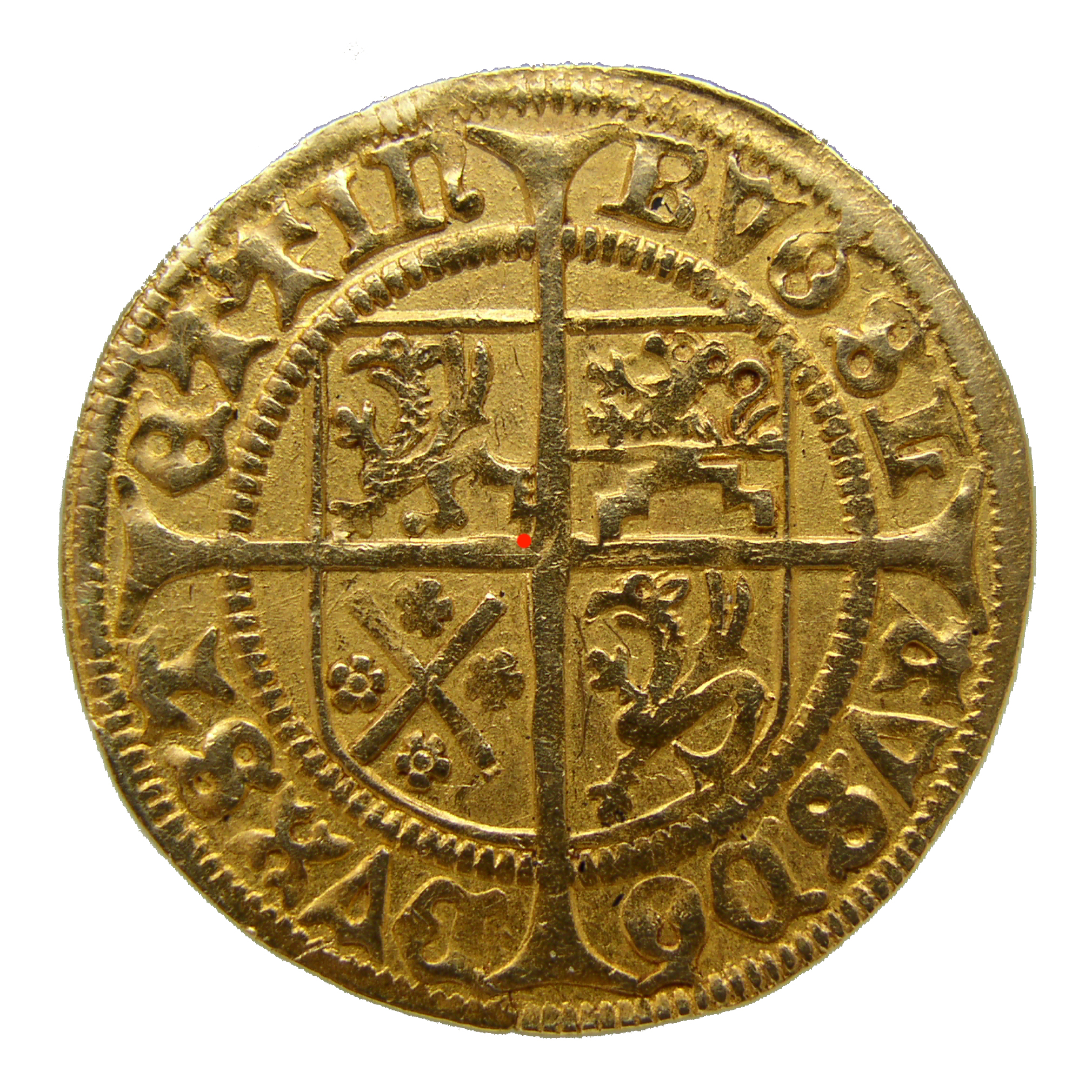
Монета гульден із зображенням герба Померанського герцогства, викарбувана між 1498 або 1499 роками, під час правління князя Богуслава X

У другій половині XV століття чорний грифон у золотому щиті, який раніше асоціювався з Померанією-Волоґаст, почав використовуватися як символ Померанії-Барт. Таким чином, Померанія-Волоґаст почала використовувати герб, розділений горизонтально на дві частини, причому у верхній частині була зображена верхня половина білого (срібного) грифона на червоному тлі, а в нижній частині зображено картатий візерунок золотого кольору і сині прямокутники. До цього він був символом Землі Бернштейна, перш ніж він був включений до складу Бранденбурзького маркграфства у 1478 році.
У другій половині XV століття герцог Ерік II ввів перший складний герб, об'єднавши чотири герби в один. Відповідно до описів документів 1469 року, герб складався з щита, розділеного на чотири поля, з верхнього лівого до нижнього правого, на яких зображено:
- червоний грифон із золотим дзьобом і кігтями в срібному полі, що представляє Померанію-Штеттін і всю область Померанії;
- чорний грифон у золотому полі, що символізує Померанію-Барт,
- червоний грифон із зеленими діагональними смугами в золотому полі, що символізує вендські землі;
- поле, розділене горизонтально на дві частини, у верхній частині зображено верхню половину срібного грифона на червоному тлі, а в нижній частині зображено картатий візерунок із золотих і синіх прямокутників, що символізує Померанію-Вологаст.[1][4]

Посередині щита містився менший щит, який розділявся на два горизонтальні поля. У верхньому полі на золотому тлі був зображений чорний лев у червоній короні. У верхньому полі була зображена верхня половина чорного лева в червоній короні, розміщеного на золотому тлі. Нижнє поле складалося з картатого візерунка, що складався з червоних і синіх прямокутників, причому червоні прямокутники утворювали форму трикутника, спрямованого вгору. Це був герб Рюгенського князівства. Лев, швидше за все, був встановлений як символ князівства королем Данії, який став його сюзереном у 1168 році. На старішому гербі області був зображений грифон.
На монетах використовувався герб дердави. Його дизайн був продовжений наступниками Еріка, хоча згодом він був змінений, і порядок герба на щиті не завжди був однаковим. Герцог Богислав X замінив герб Рюгена, розміщений у центрі, на герб Померанії-Штеттіна, що зображує червоного грифона із золотими кігтями та дзьобом на білому тлі, щоб представляти прабатьківщину Династії Гріффінів. Дизайн також включав герб графства Гюцков, який зображував дві діагонально перехрещені червоні смуги та чотири червоні троянди з жовтими (золотими) центрами та зеленими чашолистками, розміщеними навколо них. Вони були розміщені на золотому тлі. Герб був розроблений графом Яцо Зальцведельським у ХІІ столітті. Іноді включали також червоне поле з білим морським грифоном, грифоном з риб'ячим хвостом. Символ походить з регіону земель Шлаве і Штольп. Спочатку він використовувався в гербі родини Свєнка, яка займала впливові посади в цій області з ХІІІ по XIV століття. Після того, як вони вимерли приблизно в 1316 році, територія повернулася під пряме правління Дому Гріфонів, який продовжував використовувати морського грифона в регіональному гербі. Однак на сучасному гербі він використовувався для зображення острова Узедом.
На початку XVІ століття на голові червоного грифона на білому тлі, що символізує Померанію-Штеттін, була додана корона. Його дизайн, швидше за все, був запозичений з герба міста Штеттін (нині Щецин, Польща), яке було герцогською резиденцією принаймні з 1464 року. Корона була підтверджена в імператорському гербовому привілеї 1521 року. Богислав X також змінив колір тла цього поля із срібного на золоте. Пізніше його повернули до срібного кольору, однак золотий колір залишився кольором королівського двору.
У приватному гербі герцога Георга I був включений шолом над щитом, коронний капелюх з невеликим шлейфом з павиного пір'я. Відтоді такий малюнок був включений до іншого герба Померанії.

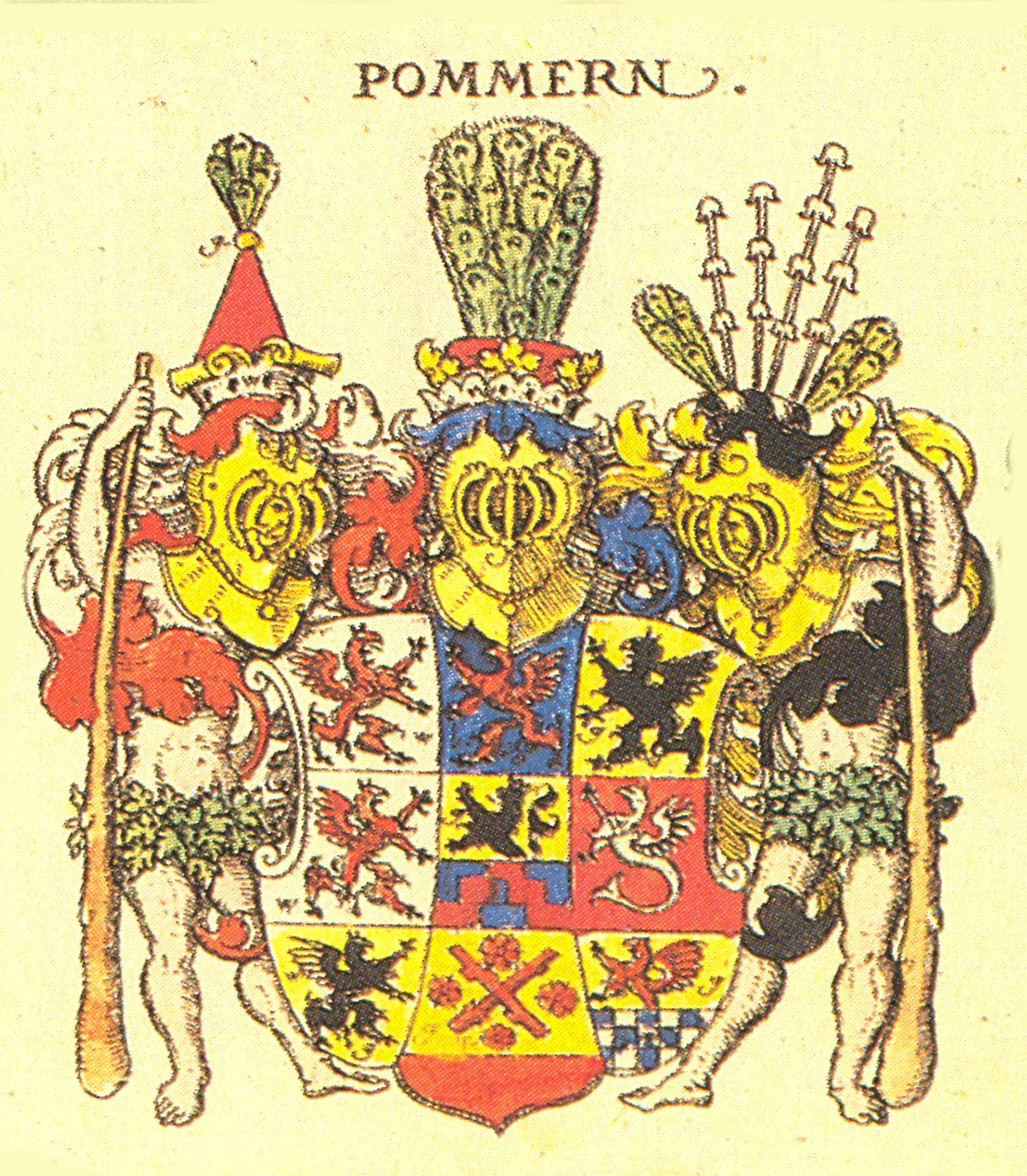
Герб Померанського герцогства, зображений на ілюстрації Йоганна Зібмахера 1605 року.

В останні роки правління Богуслава Х був введений герб із дев'ятьма полями. Незважаючи на це, він почав широко використовуватися після його смерті, під час правління герцогів Георга I і Барніма XI, які були короновані в 1523 році. Одним із найдавніших відомих проявів символу є документ 1524 року, що підтверджує привілеї міста Грайфсвальда. Найстаріше відоме зображення герба в автентичних кольорах міститься на Croÿ-Teppich, гобелені, виготовленому в 1554 році Пітером Геймансом. Іншим відомим зображенням герба, що збереглося, є скульптура на стіні садиби Пудагла в Пудагла, Німеччина.
Герб складався з дев'яти полів в одному гербі (щиті), розділеному на три ряди, по три поля в кожному. У верхньому ряду в лівому полі, з точки зору глядача, на блакитному тлі містився червоний грифон, звернений направо, з золотими дзьобом і кігтями та золотою короною на голові. Він символізував Померанію-Штеттін. У середньому полі на срібному тлі зображено червоного грифона, зверненого вліво, з дзьобом і кігтями. Він символізував герцогство Померанія. У правому полі зображено чорного грифона, зверненого вліво, на золотому фоні. Він символізував Лауенбург і Бютовську землю, яка була представлена в титулах династії Грифичів титулом герцога Кашубії. До цього цей герб асоціювався з Померанією-Барт, а раніше — з Померанією-Вольґаст. У середньому ряду в лівому полі був зображений червоний грифон, звернений праворуч, із зеленими діагональними смугами, розміщеними на білому тлі, що символізує вендські землі. Середнє поле було поділено горизонтально на дві частини. У верхній частині була зображена верхня половина чорного лева в червоній короні, розміщена на золотому тлі. Нижнє поле складалося з картатого візерунка, що складався з червоних і синіх прямокутників, причому червоні прямокутники утворювали форму трикутника, спрямованого вгору. Він символізував Рюгенське князівство. У правому полі було зображено білого морського грифона, зверненого вліво, грифона з риб'ячим хвостом. Він символізував острів Узедом. У нижньому ряду в лівому полі зображено чорного грифона, зверненого вправо, з двома срібними пір'їнами на крилах, розташованих близько до тулуба. Він був розміщений на золотому фоні і символізував Померанію-Барт. До цього названа територія була представлена чорним грифоном на золотистому фоні, ідентичним попередньому гербу Помор'я-Волоґаста, і сучасному гербу, що представляє титул герцога Кашубії. Щоб відрізнити його від останнього, додали срібне пір'я. Середнє поле зображувало дві діагонально перехрещені червоні смуги та чотири червоні троянди із золотими центрами та зеленими чашолистками, розташованими навколо них. Їх розміщували на золотому фоні. Він символізував графство Гюцков. Праве поле було поділено по горизонталі на дві частини, у верхній частині зображено верхню половину срібного грифона, зверненого вліво, на червоному тлі, а в нижній — картатий візерунок із золотих і синіх прямокутників. Воно представляло Помор'я-Волоґаст.

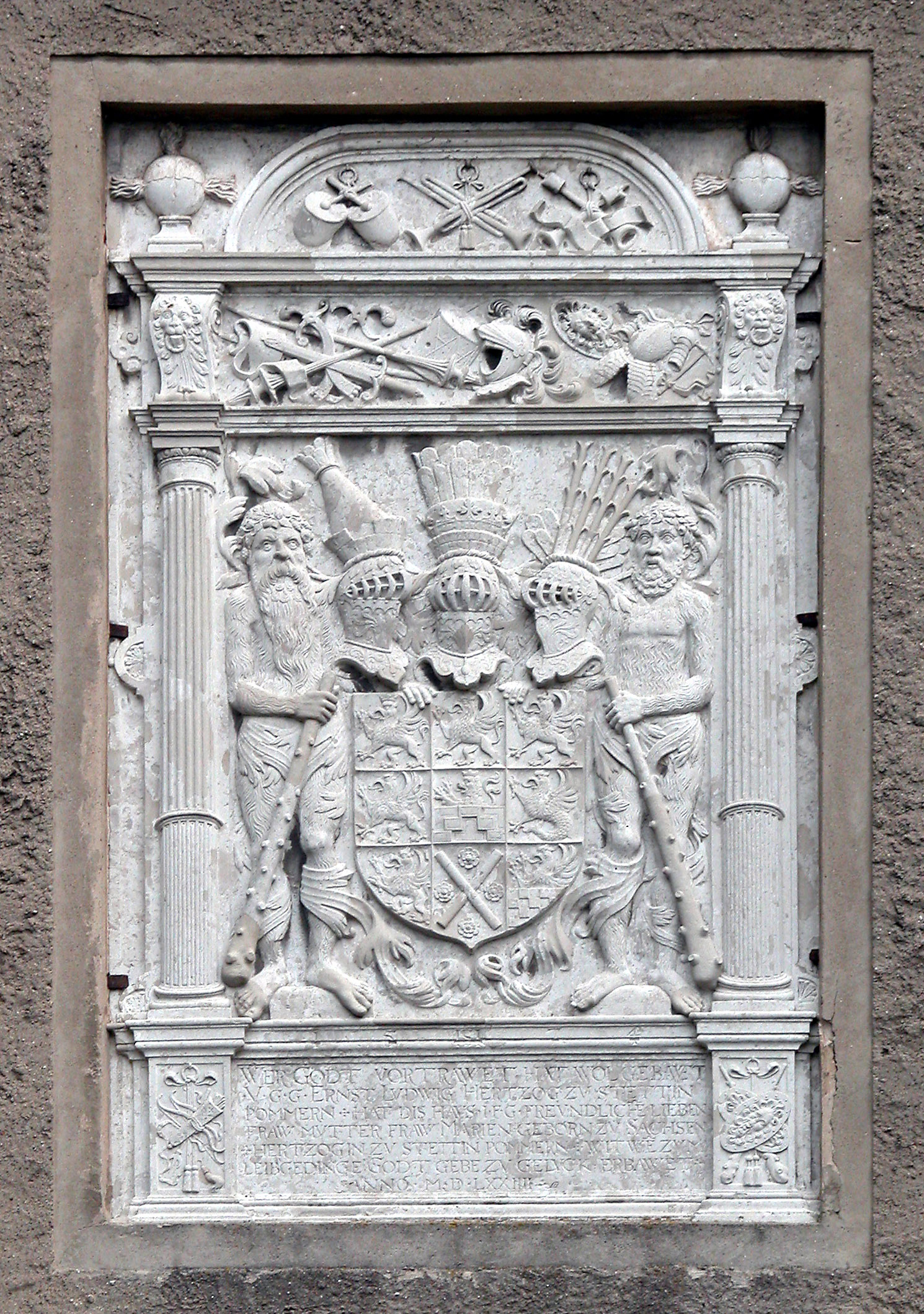
Герб герцогства Померанія, зображений на фасадній скульптурі садиби Пудагла в Пудагла, Німеччина.

Над щитом розміщувалися три шоломи. Над верхнім лівим полем розміщувався шолом із герцогською короною та пласким капелюхом із шипами з хутра горностая з великим шлейфом з павиного пір'я на вершині, який представляв князівство Рюген. Мантія — драпірування, прив'язана до шолома — була чорно-золотою. Над верхнім середнім полем розміщувався шолом з короною і гостроверхий капелюх з невеликим шлейфом з павиного пір'я, який символізував Помор'я-Штеттін. Накидка шолома була червоно-синя. Над верхнім правим полем розміщувався шолом з короною та капелюхом зі стеблами лілії та невеликим шлейфом з павиного пір'я, що представляло Померанію. Накидка шолома була червоно-срібна. З боків щита були щитотримачі у вигляді істот, які його тримали. Спочатку це були грифон і лев. Невдовзі їх замінили двоє диких чоловіків, фігури, що зображували людей чоловічої статі з дубовим листям на стегнах і з палицями.
У 1569 році в нижній частині щита було додано 10-е, порожнє, червоне поле, яке символізувало високу справедливість династії Грифичів. Німецькою мовою це було названо Blutgerichtsbarkeit, що означало юрисдикцію крові, звідси червоний колір, подібний до кольору крові. Не завжди воно було в гербі. Під час правління князя Богуслава XIV, яке тривало з 1625 по 1637 рік, до герба було додано білий (срібний) хрест, розміщений у червоному полі, нижче верхнього середнього поля. Він символізував єпископство Каммін.
Деякі монети Померанії-Штеттіна, викарбувані під час правління герцогів Філіпа II, а пізніше Богуслава XIV, зображували грифона з короною на голові, який тримав меч у правій руці, а ліву руку в більшості версій поклав на розгорнуту книгу.
Династія Гріфичів вимерла зі смертю князя Богислава XIV у 1637 році. Таким чином, герцогство Померанія припинило своє існування, а його землі були розділені між маркграфством Бранденбург і Шведською Померанією. Після цього поля герба, шоломи та щитотримачі також були прийняті до герба Бранденбурга, а самі щитотримачі також були додані до герба Пруссії.

### Королівство Польське

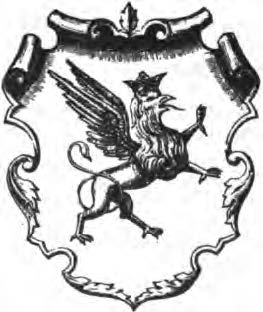
Герб Поморського воєводства Королівства Польського, використовувався з 1466 по 1772 рік.

Воєводства Хелмінське, Мальборкське і Поморське, а також Прусське герцогство в Королівстві Польському були засновані наказом короля Казимира IV Ягеллончика від 1454 року. Вони почали діяти в 1466 році після підписання Другого Торнського миру. Король також встановив їх герб.
За словами історика XVI століття Бартоша Папроцького, його герб зображував червоного грифона з короною на голові, що стоїть на спині та з піднятими крилами, поміщеного в срібний щит. Однак, за словами історика XV століття Марціна Бельського, на гербі був зображений чорний грифон без корони.
Відомі дві версії герба, який служив символом воєводств Хелмінського, Мальборкського і провінції Королівська Пруссія. На одній був зображений чорний орел із жовтою короною на шиї, від якої виходить рука в срібних обладунках, що тримає меч над головою птаха, повернутого ліворуч від глядача. Розміщується на срібному тлі. Інша версія зображувала білого орла із жовтою короною на шиї, від якої тягнеться рука в срібних обладунках, що тримає меч над головою птаха, повернутого ліворуч від глядача. Він розміщений на червоному тлі.
Королівська Пруссія припинила своє існування в 1569 році. Мальборкське та Поморське воєводства припинили своє існування в 1772 році під час Першого поділу Польщі, тоді як Хелмінське воєводство у 1793 році під час Другого поділу Польщі.

### Шведська Померанія

Герб Шведської Померанії під час правління Карла X Густава Шведського, як зображено на його похоронному прапорі.

Після приєднання територій Герцогства Померанія в 1637 році до складу Шведської Померанії воно продовжувало використовувати свій герб. На своїй монеті він зображував дев'ятипольний герб Померанії, а також одного грифона, зверненого вліво, з короною на голові та мечем у правій руці, що стоїть на спині та з піднятими крилами. На прапорі, виготовленому до похорону короля Швеції Карла X Густава, був зображений червоний грифон, звернений наліво, у золотому щиті.

### Провінція Померанія

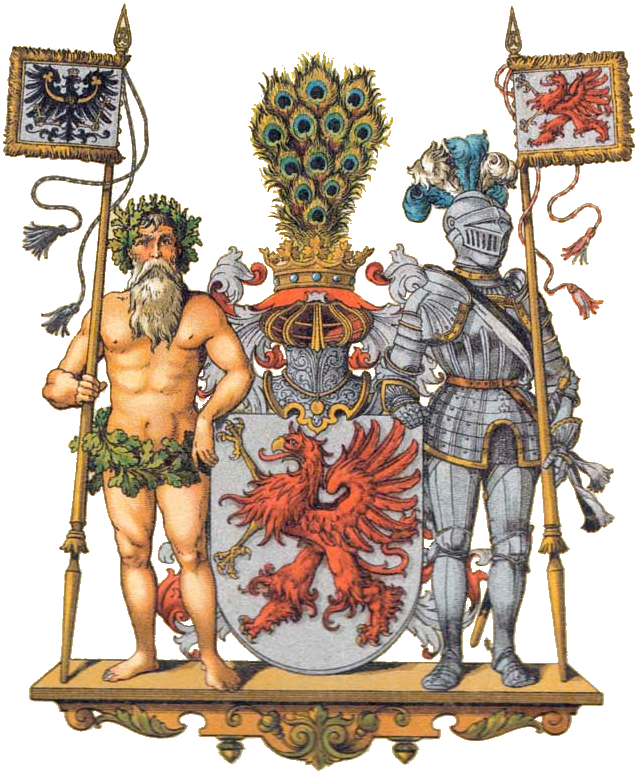
Герб провінції Померанія який використовувався з 1881 по 1945 рік.

Провінція Померанія встановила свій герб у 1881 році. Він складався із срібного герба (щита), на якому був зображений червоний грифон, звернений наліво, з жовтим (золотим) дзьобом і кігтями.
Над щитом розміщувався сірий (сріблястий) решітчастий шолом із сірим (сріблястим) плащем і прив'язувався до нього драпірування. Поверх шолома були золота корона і княжий капелюх з шлейфом з павиного пір'я нагорі. З боків щита були щитотримачі,. Ліворуч був зображений дикий чоловік, фігура, що зображала майже оголену людину чоловічої статі з бородою, обвитою дубовим листям на стегнах, і тримала в правій руці спис. На вершині списа було прикріплено прапор Пруссії, на якому був зображений чорний орел з золотою короною на голові та золота загнута вгору планка, витягнута від грудей до кінця його крила, що закінчуються трилисником, на кожному з його крил. Істота була розміщена на білому тлі. Праворуч від щита був поміщений лицар у сірих (срібних) обладунках зі списом у лівій руці. На вершині списа кріпилося прапор із зображенням червоного грифона із золотим дзьобом і кігтями, розміщених на білому тлі. Обидва щитотримачі стояли на дерев'яній полиці. У 1929 році дизайн грифона був модернізований, і нова версія використовувалася до 1945 року, коли провінція Померанія припинила своє існування.

### Друга польська республіка

Проєкт герба Поморського воєводства запропонований у 1928 році.

У 1928 році в рамках проєкту створення герба для воєводств ІІ Республіки Посполитої було створено проект герба Поморського воєводства. Хоча планувалося офіційно затвердити, це так і не було, оскільки було вирішено відкласти затвердження символіки підрозділу через заплановану адміністративну реформу, яка зрештою відбулася у 1938 році. Зрештою, плани щодо створення герба були зупинені вторгненням нацистської Німеччини до Польщі 1 вересня 1939 року, яке почало Другу світову війну, і не були відновлені після закінчення конфлікту.
Запропонований малюнок складався з білої накладки в іберійському стилі з квадратною верхньою частиною та заокругленою основою, що зображувала червоного грифона, спрямованого праворуч, із золотою короною на голові, що стоїть на спині та з піднятими крилами.

### Кашуби

Традиційний герб Кашубії

У 1908 році чорний грифон із короною на голові, розміщений на жовтому фоні, був представлений як символ кашубського народу письменником і активістом Олександром Майковським, який був головою Асоціації молодих кашубів, організації, яка мала на меті у формуванні та просуванні кашубської національної ідентичності. Майковський був дописувачем журналу «Гриф», який з 1908 року видавав Товариство молодих кашубів. Він вирішив розмістити цей символ на обкладинці журналу, щоб популяризувати його як символ кашубського народу. Основою його був чорний грифон на жовтому тлі, який історично використовувався геральдикою дому Грифмчів, щоб, серед іншого, символізувати регіон Кашубії. Традиційно в їх геральдиці грифон зображувався без корони на голові. Деякі історики припускають, що на рішення Майковського включити корону в його дизайн вплинуло зображення грифона з короною на голові, яке є в Грайфсвальді, Німеччина, та в Олівському соборі, у Гданську, Польща. Дизайн став популярним серед кашубів, його пропагували інші кашубські видання. Символ також пропагувався в літературі та поезії, наприклад, Олександром Лабудою, Олександром Майковським, Яном Ромпші та Яном Трепчиком.
Перше зареєстроване використання прапора Кашубії датується 18 серпня 1929 року під час з'їзду кашубів у Картузах. Під час заходу літали обидва символи; спочатку прапор із двома чорно-жовтими горизонтальними смугами, а потім прапор у вигляді чорного грифона на жовтому тлі.
Чорний грифон на жовтому фоні отримав подальшу популярність у 1938 році, коли його вивісили як прапор під час похорону Олександра Майковського. Прапор, який вивісив, виготовила його сестра Францишка Майковська. Відтоді стало традицією вивішувати кашубський прапор під час похорону важливих кашубських діячів.

### Мекленбург–Передня Померанія

Печатка землі Мекленбург з 1948 по 1952 рік.

Земля Мекленбург, заснована в 1945 році, була землею радянської окупаційної зони Німеччини до 1949 року та землею Східної Німеччини до 1952 року. До нього входила частина історичної області Західна Померанія. До 1947 року вона була відома як земля Мекленбург-Передня Померанія.
У 1945 році міністр-президент землі Вільгельм Гьоккер виступав за створення герба, який представляв би історичні регіони Мекленбург і Західну Померанію. Він представив свою пропозицію меру Штральзунда Отто Кортуму. Пропонований герб був розділений горизонтально на два поля. У верхньому полі голова бика була розміщена на тлі трьох діагональних смуг синього, жовтого та червоного кольорів, які були історичними кольорами Мекленбурга. У нижньому полі був розміщений грифон, натхненний гербом Ростока, розміщеним на синьо-білому тлі, які були історичними кольорами Західної Померанії. Кортюм відхилив пропозицію, зазначивши, що розміщення голови бика над грифоном поставило Мекленбург вище в ієрархії, ніж Померанія.
У 1947 році її уряд встановив свій прапор, який був історичним прапором Мекленбурга з трьома горизонтальними смугами синього, жовтого та червоного кольорів. 18 лютого 1948 року земля Мекленбург заснувала герб із зображенням голови бика з рогами та короною на голові, який вона використовувала на своїх офіційних печатках.
30 вересня 1948 року провінційний парламент обговорював встановлення герба. Після цього було запропоновано кілька проєктів. На представленому комітету проєкті було зображено щит, розділений на два поля. На одному полі був зображений лицар, який сидить на коні, тримає в правиці прапор, а в лівій – щит із зображенням лева. Вся фігура була жовтого (золотистого) кольору і розміщена на блакитному тлі. Його запозичили з герба Шверіна. На іншому полі зображений червоний грифон на срібному фоні. Проект не сподобався Гьоккеру, і він так і не був поданий до парламенту.
Земля Мекленбург припинила своє існування в 1952 році, розділившись на менші округи. Після об'єднання Німеччини 3 жовтня 1990 року була створена земля Мекленбург-Передня Померанія майже в тих самих кордонах.

Неофіційний прапор землі Мекленбург-Передня Померанія, який використовувався в 1990 році.

У 1990 році, до встановлення офіційної символіки, держава неофіційно використовувала прапор, розділений горизонтально на три однакові смуги, які були зверху вниз темно-синьою, жовтою та червоною. У центрі містився історичний герб Мекленбурга у вигляді чорної голови бика з білими рогами в жовтій короні, поміщеної в жовтий щит. Такий прапор було піднято перед будівлею Рейхстагу в Берліні під час святкування Дня німецької єдності 3 жовтня 1990 року. 
У 1990 році Мекленбург-Передня Померанія встановила свої символи. Його великий герб складається з щита в іберійському стилі з квадратною вершиною та заокругленою основою, розділеною на чотири поля, що складаються з двох рядів по два поля в кожному. У верхньому лівому та нижньому правому полях на золотистому тлі зображено голову чорного бика з червоним язиком і срібними рогами, у жовтій короні. Його основу склали історичні символи Мекленбурга. У правому верхньому полі на срібному фоні зображено червоного грифона з золотим дзьобом і кігтями, що стоїть на задніх лапах, з піднятими крилами, обличчям вліво. Його основу склали історичні символи Західної Померанії. У нижньому лівому полі зображено червоного орла з золотим дзьобом і кігтями, з головою, спрямованою вліво, і піднятими крилами, кожне з яких містить золоту загнуту вгору смугу, простягнуту від його грудей до кінця стулка, що завершується трилисником. Він заснований на історичних символах Бранденбурга та представляє Уккермарк, історичний регіон, який раніше перебував під контролем Бранденбурзького маркграфства, частина якого розташована в землі Мекленбург-Передня Померанія.
Великий герб використовується ландтагом землі Мекленбург-Передня Померанія та вищими органами державної влади, а малий герб — іншими органами державної влади.
Бик і грифон із герба також зображені на державному прапорі, який також був встановлений у 1991 році.

### Третя польська республіка

Герб Гданського воєводства, використовувався з 1996 по 1998 рік.

11 вересня 1996 року Гданське воєводство Третьої Республіки Польща затвердило свій герб. Він складався з золотого щита в іберійському стилі з квадратною верхньою частиною та заокругленою основою. На ньому було зображено чорного грифона, який стоїть вліво, стоїть на задніх лапах і має підняті крила. Мав золотий дзьоб із червоним висунутим язиком і золотисті кігті. 31 грудня 1998 року Гданське воєводство припинило своє існування, а його території були включені до створеного на той час Поморського воєводства.

Герб Західнопоморського воєводства, який використовується з 2000 року.

Західнопоморське воєводство прийняло свій герб 23 жовтня 2000 року. На ньому зображено червоного грифона із золотим дзьобом і кігтями, який стоїть у бойовій позиції, поміщений у срібний щит. Він був розроблений Єжи Бонком, і його дизайн базувався на червоному грифоні на прапорі, який використовували війська Казимира V, герцога Поперанії-Штеттін, під час битви під Грюнвальдом у 1410 році. Його малюнок присутній і на прапорі воєводства.
У 1999 році, після створення Поморського воєводства, місцева влада розпочала процес вибору свого герба, який тривав два роки. Було запропоновано два проекти та два обговорюваних символи: історичний герб Королівської Пруссії та історичний герб Кашубії. Перший символ зображував срібний щит із чорним орлом із золотою короною на шиї, від якої тягнеться рука в срібних обладунках, що тримає меч над головою птаха, повернутого ліворуч від глядача. Розміщується на срібному фоні. Його альтернативний варіант зображував срібного птаха в червоному щиті. Другий символ зображував чорного грифона в золотому щиті. Як компроміс, запропонований символ зображував би чорного (або білого) орла із золотою короною на шиї, від якої тягнеться рука в срібних обладунках, що тримає меч над головою птаха, повернутого до глядач зліва. На його грудях був золотий щит із зображенням чорного грифона, що стоїть на задніх лапах, із піднятими передніми ногами та крилами. Такий проєкт був розроблений Wawrzyniec Samp і був сприйнятий позитивно під час одного з обговорень у Сеймику Поморського воєводства, однак у червні 2001 року його було знято з порядку денного Сеймику.

Герб Поморського воєводства використовувався з 2002 по 2008 рік, а потім знову з 2010 року.

Невдовзі сеймик Поморського воєводства затвердив інший дизайн герба, зроблений Вавжинцем Сампом, який складався з золотого щита в іберійському стилі, із зображенням чорного грифона, що стоїть на задніх лапах, з передніми лапами та розою вітрів, червоним язиком, висунутим з відкритого дзьоба, і хвостом, який посередині довжини розщеплюється надвоє. Дизайн грифона ґрунтувався на фресках XVI століття в Оливському соборі в Гданську. Таке рішення було піддане критиці та спротиву з боку деяких місцевих політиків і науковців, оскільки вважалося, що такий герб представляє лише Кашубію та опускає інші регіони воєводства, які інакше були б представлені історичним королівським гербом Пруссії. Також було зазначено, що його дизайн схожий на логотип Кашубсько-Поморської асоціації, деякі члени якої також були членами сейміку. Крім того, герб піддався критиці з боку Геральдичної комісії Польщі, яка поділяла думку, що попередня пропозиція поєднання обох гербів, розміщених у червоному щиті, є більш доцільною. Незважаючи на це, висновок комісії був лише спостережливим і не міг перешкодити сеймику законно запровадити герб. Однак, за його думкою, дизайн був візуально відхилений до візуальних коригувань. 28 січня 2002 року сеймик провів повторне голосування щодо проєкту, затвердивши його символом воєводства.

Герб Поморського воєводства, який використовувався з 2008 по 2010 рік.

У 2008 році воєводська виконавча управа змінила дизайн грифона та відтінок щита без схвалення Регіональної асамблеї в рамках своєї кампанії з популяризації регіону. Попередній дизайн був відновлений у 2010 році і використовується донині.

## Сучасне використання

### Мекленбург–Передня Померанія
Великий герб землі Мекленбург-Передня Померанія, Німеччина, складається з щита в іберійському стилі з квадратною верхньою частиною та закругленою основою, розділеної на чотири поля, що складаються з двох рядів по два поля в кожному. У верхньому лівому та нижньому правому полях на золотому тлі зображено голову чорного бика з червоним язиком і срібними рогами, у жовтій короні. В його основу лягли історичні символи Мекленбурга. У правому верхньому полі на срібному фоні зображено червоного грифона з золотим дзьобом і кігтями, що стоїть на задніх лапах, з піднятими крилами, обличчям вліво. В його основу лягли історичні символи Західної Померанії. У нижньому лівому полі зображено червоного орла з золотим дзьобом і кігтями, з головою, спрямованою вліво, і піднятими крилами, кожне з яких містить золоту загнуту вгору смугу, простягнуту від його грудей до кінця стулка, що завершується трилисником. Він заснований на історичних символах Бранденбурга та представляє Уккермарк, історичний регіон, який раніше перебував під контролем Бранденбурзького маркграфства, частина якого розташована в землі Мекленбург-Передня Померанія.
Малий герб складається з щита в іберійському стилі з квадратним верхом і закругленою основою, розділеного вертикально на два поля. На лівому полі зображено голову чорного бика з червоним язиком і срібними рогами, у золотій короні, розміщеній на золотому тлі. У правому полі на срібному фоні зображено червоного грифона з золотими дзьобом і кігтями, що стоїть на задніх лапах, з піднятими крилами, обличчям вліво.
Великий герб використовується ландтагом землі Мекленбург-Передня Померанія та вищими органами державної влади, а малий герб — іншими органами державної влади.

### Поморське воєводство

Герб Поморського воєводства

Герб Поморського воєводства, Польща, складається з золотого щита в іберійському стилі, із зображенням чорного грифона, що стоїть на задніх лапах, з передніми лапами та розою вітрів, червоним язиком, висунутим з відкритого дзьоба, і хвостом, що розділяється надвоє посередині довжини. Дизайн грифона ґрунтувався на фресках XVI століття в Олівському соборі в Гданську.

### Західнопоморське воєводство

Герб Західнопоморського воєводства, який використовується з 2000 року.

Герб Західнопоморського воєводства, Польща, зображує червоного грифона з золотим дзьобом і кігтями, який стоїть у бойовій позиції, поміщений у срібний іберійський щит. Він був розроблений Єжи Бонком, і його дизайн базувався на червоному грифоні на прапорі, який використовували війська Казимира V, герцога Поморського Штеттіна, під час Грюнвальдської битви в 1410 році.

### Кашубія

Герб Кашубії, відповідно до стандартів, запропонованих Асоціацією Кашубів

Традиційним символом культурного регіону Кашубії в Польщі та кашубського народу є чорний грифон, який стоїть на задніх лапах, із піднятими передніми лапами та крилами, розміщений на золотому фоні. Єдиної стандартизованої версії символу не існує. Істота зазвичай дивиться вліво з точки зору глядача і зазвичай носить або золоту, або чорну корону на голові.
Відповідно до стандарту, запропонованого Кашубською асоціацією, однією з найпопулярніших кашубських організацій, герб складається з золотого щита іберійського стилю із зображенням чорного грифона, що стоїть на задніх лапах ліворуч, з піднятими крилами та передніми лапами. На голові у нього золота корона, золоті кігті, дзьоб, очі та червоний язик, що стирчить з пащі. У нього чорний хвіст, згорнутий між лапами.
Інші версії можуть включати дизайн із чорними кігтями та дзьобом, з чорною короною та без червоного язика.